# غاليه التركيت
غاليه التركيت (1965 - 26 فبراير 1991)، مناضلة وشهيدة كويتية ، اثناء غزو الكويت قامت بعمل الأقنعة المقاومة للغاز الكيماوي لأهلها وإخوانها الكويتيين أثناء الحرب.

## عن حياتها
ولدت غالية عبد الرحمن ملا حسين التركيت في شهر أكتوبر من عام 1965 في منطقة شرق وانتقلت مع أسرتها الي محافظة الأحمدي بحكم عمل والدها عبد الرحمن التركيت الذي يعمل قاضي في الأحمدي ، تخرجت من الثانوية العامة والتحقت بجامعة الكويت وتزوجت اثناء دراستها وتخصصت في علم النفس ، وبعد التخرج عملت في وزاره الصحه كأخصائية إجتماعيه بمستشفى الطب النفسي ولم تكمل الأربع أشهر في وظيفتها حتي وقع الغزو العراقي للكويت.

## قصة إستشهادها
في صباح تحرير الكويت 26 فبراير 1991 خرجت الشهيده مع أبنائها ووالدتها وعلى طريق المغرب السريع أطلق العراقيين الرصاص عليها فأصيبت في رأسها واستشهدت أمام أبنائها ووالدتها.

## الحالة الاجتماعية
```
متزوجة منذ عام 1984 من إبن عمها بسام التركيت ولديها من الأبناء :
```

- غدير التركيت.
- أحمد التركيت.
- عبدالرحمن التركيت.

## إقرا ايضا
- أسرار القبندي
- وفاء العامر
- سناء الفودري